# Лала (титул)
Лала́ (также Лале́ или Леле́; осман. لالا‎, тур. Lala от перс. Lelê لَلِ‍ه‎ — «учитель») — титул учителя-наставника наследных принцев в Османской империи и Сефевидском государстве . В отличие от более ранних наставников наследных шахзаде (принцев) — атабеков, обладавших значительной личной властью и полномочиями, со временем ставших регентами, фактически управлявших государством, Лала хоть и обладали значительным влиянием на опекаемых ими будущих правителей, но при этом не имели никаких властных полномочий.

## История
Как в Османской империи, так и в Сефевидском государстве, наследные принцы — шахзаде, для получения опыта управления государством, назначались наместниками провинций.
К шахзаде, в качестве наставников и советников, правителями стали приставляться опытные чиновники, с которыми шахзаде были обязаны советоваться и получать одобрение. В свою очередь сами лала́, обязаны были ставить в известность правителей обо всех действиях шахзаде. Обычно после восшествия на престол своего подопечного, лала́ становились визирями при них. В Сефевидском государстве, на должность лале́ назначались из числа наиболее знатных эмиров кызылбашских племен, которые тем самым сосредотачивали в своих руках (и своего племени) огромную власть и влияние. Статус и значение лала́ в Сефевидском государстве была понижена реформами шаха Аббаса I, который расформировал прежнюю племенную структуру кызылбашей, назначая на должности не племенных эмиров, а чиновников из числа персов, тем самым превратив лала в обычных учителей-наставников без каких либо претензий на властные полномочия. Практика приставления лала в Османской империи была отменена султаном Ахметом I (1603—1617)
.